# Gonggeom-myeon
Gonggeom-myeon (koreanska: 공검면) är en socken i den centrala delen av Sydkorea, 160 km sydost om huvudstaden Seoul. Den ligger i kommunen Sangju i provinsen Norra Gyeongsang.